# Baryczka (dopływ Sanu)
Baryczka – potok, lewobrzeżny dopływ Sanu o długości 20,95 km i powierzchni zlewni 57,25 km².
Źródło potoku znajduje się na południe od miejscowości Barycz (na pograniczu z Magierowem), na wysokości około 440 m n.p.m.